# ポケトーク
ポケトーク(Poketalk）とは、日本企業のポケトーク株式会社（2022年1月まではソースネクスト、同社の完全子会社。2022年2月に簡易新設分離）が開発・発売の翻訳機の名称である。
また、その事業を手がけるポケトーク株式会社（英：POCKETALK CORPORATION）の社名でもある。
2022年2月に、ソースネクストのポケトーク事業は簡易新設分離したポケトーク株式会社に移管された。

## 主な製品

### ポケトーク / W
初代ポケトークは、2017年12月14日に発売された。当機種はオランダTravis B.V.社の翻訳機TravisのOEMである。
3Gの携帯電話回線を利用したデータ通信端末であり、日本語・英語・中国語など世界の63言語に対応し、61の国・地域で使用可能なソラコムのSIMカードが内蔵されている。
ポケトークWは、ポケトークの後継機で2018年9月に発売。当機種は中国UMEOX Innovations Co, Ltdとの共同開発である。初代ポケトークに比べ画面の大きさは3倍かつタッチパネル式になった。携帯電話回線は4G回線に対応し、対応言語を74言語に、対応地域を105の国・地域に拡大し、国立研究開発法人情報通信研究機構の音声翻訳エンジンを採用。ポケトークセンターと連携すると、無制限に保存することができる。明石家さんまをイメージキャラクターに起用。

### ポケトークS / S Plus
2019年12月6日には、カメラの撮影画像のうち、言語が書かれている部分を読み取って翻訳する機能を追加したポケトークSも発売開始された。こちらは世界55の言語に対応している。
S Plusは2020年7月8日に発売。Sと比べて画面が3.97インチと大型化され、バッテリーの増量により連続待ち受け時間と連続翻訳時間もそれぞれ72時間と330分に増大された。
2021年6月15日には、100人でチャットを行う「グループ翻訳」と、リモート会議システムに翻訳字幕を表示する機能が発表され、8月18日のアップデータによりグループ翻訳の機能が搭載された。

### ポケトーク字幕 / ポケトーク同時通訳
2021年9月に、無料配布を開始。
2022年3月には、これまでのWindows版に加えMacOS版も発売されると同時に、有料サービス（月額契約）を開始。
自分が話しているときのバックの背景を別の背景に差し替えるバーチャル背景機能がWindowsに先行搭載され、MacOS版は2022年5月にアップデート配信を開始した。
ポケトーク同時通訳は、本製品のバージョンアップ版で、2022年の冬にアップデートされた（ポケトーク字幕をアップデートする形態）。

### スマホアプリ
2022年5月26日から提供を開始したAndroid / iOS用アプリ。使う形態によって週額・月額・年額の3プランが用意されている。

### ポケトークS2 / S2 Plus
2024年10月17日発売。ポケトークSの後継機で、予め登録した2つの言語のうちどちらで話したかを自動認識する双方向自動翻訳機能を搭載した。また、企業向け機能として端末の一括管理を可能にする「ポケトーク アナリティクス」の連携を強化し、セキュリティ面が強化された。
バッテリー駆動時間も改善されるとともに、ドイツ1NCE社のIoT向けeSIMを採用することにより通信可能な国と地域が拡大し、世界170以上の国と地域で利用できるようになった。音声の聞き取りにはOpenAIの音声認識モデルWhisperを採用。翻訳は複数ある翻訳エンジンから言語の組み合わせごとに性能の高いものを使用するシステムとなっており、翻訳エンジンにはポケトーク Sでも使用されているGoogle CloudのCloud Translation APIやDeepL社のDeepL翻訳、情報通信研究機構のVoiceTraなどが採用されている。
CMキャラクターには、この機種より俳優の大泉洋を起用。

## CM出演人物
- 明石家さんま
- 大泉洋（ポケトークS2より[12]）